# Distretto di Sürmene
Il distretto di Sürmene (in turco Sürmene ilçesi; in greco περιοχὴ Σούρμενων?, periochḕ Soúrmenōn; in armeno Սյուրմենեյի շրջանի?, Syurmeneyi šrǰani) è un distretto della provincia di Trebisonda, in Turchia.

## Vicegovernatori
Di seguito l'elenco dei vicegovernatori del distretto:
- Hüseyin Sabri Onat (1924)
- Osman Nuri Tekeli (1924-1925)
- Sadettin Goloğlu 1925-1926)
- Mustafa Rauf İnan (1928-1931)
- Nurettin Aslaner (1931-1932)
- Süleyman Sırrı Aras (1932-1934)
- Recep Hilmi Ergün (1934-1937)
- Cahit Ortaç (1937-1938)
- Sait Zafir (1938-1939)
- Fevzi Öncel (1938-1939)
- Seyfettin Kut (1939-1940)
- M. Kazım Dinçer (1940-1942)
- Vedat Özdeş (1942-1945)
- Sait Köksal (1945-1947)
- Şükrü Oğurtan (1946-1947)
- Ziya Önder (1948-1949)
- Şinasi Özdenoğlu (1949-1951)
- Orhan Ergin (1951-1952)
- İbrahim Etem Kılıçoğlu (1952-1955)
- Faik Akoğlu (1955-1956)
- Cemil Polatsoy (1956-1957)
- Selim Beygo (1957-1960)
- Mehmet İhsan Mumbuç (1960-1963)
- Nihat Üçyıldız (1960-1963)
- Yavuz Nazaroğlu (1963-1964)
- Cafer Eroğlu (1966-1968)
- Ahmet Nedim Çetin (1968-1970)
- Durmuş Erkale (1970)
- Kaya Uyar (1971)
- Avni Aksu (1972)
- Metin Kavakalanlılar (1972-1974)
- Özdemir Hanoğlu (1975-1978)
- Osman Uncu (1978-1980)
- Ali Haydar Konca (1980-1983)
- İsmet Gürbüz Civelek (1983-1985)
- Seyfullah Hacımüftüoğlu (1986-1987)
- Mehmet Demirezer (1989-1991)
- Yusuf Ziya Karacaev (1991-1995)
- Lütfullah Gürsoy (1995-1997)
- Ferhat Peşin (1997-2000)
- Hulusi Doğan (2000-2001)
- Halil İbrahim Acır (2001-2003)
- Ahmet Hamdi Nayir (2003-2005)
- Mustafa Ayhan (2005-2006)
- Eyüp Sabri Kartal (2006-2008)
- Mustafa Özarslan (2008-2012)
- Şevket Atlı (2012-...)